# اکبر صغیری
اکبر صغیری
در تاریخ ۶ تیر ۱۳۶۱ در منطقه پابدانا استان کرمان متولد شد.
بازیکن فوتبال اهل ایران است. صغیری سابقه بازی در تیم پرسپولیس تهران را دارد.

## دوران باشگاهی
صغیری در ناریخ ۱۰ تیر ۱۳۸۸ با قراردادی دو ساله از پتروشیمی تبریز به عضویت پرسپولیس درآمد، سپس به تیم نفت تهران پیوست.

### آمار
بروز رسانی ۲۱ مرداد ۱۳۸۸
| باشگاهی | باشگاهی                      | باشگاهی       | لیگ     | لیگ                      | جام      | جام                    | قاره | قاره | مجموع | مجموع |
| فصل     | باشگاه                       | لیگ           | بازی    | گل                       | بازی     | گل                     | بازی | گل‌   | بازی  | گل‌    |
| ایران   | ایران                        | ایران         | لیگ     | لیگ                      | جام حذفی | جام حذفی               | آسیا | آسیا | مجموع | مجموع |
| ------- | ---------------------------- | ------------- | ------- | ------------------------ | -------- | ---------------------- | ---- | ---- | ----- | ----- |
| ۸۷–۸۸   | پتروشیمی تبریز               | لیگ آزادگان   | ۲۱      | ۱۱                       | ۴        | ۳                      | -    | -    | ۲۵    | ۱۴    |
| ۸۸–۸۹   | باشگاه فوتبال پرسپولیس تهران | جام خلیج فارس | ۱       | ۰                        | ۰        | ۰                      | -    | -    | ۱     | ۰     |
| مجموع   | ایران                        | ایران         | ۲۲      | ۱۱                       | ۴        | ۳\|\|\|\|۰\|\|۲۶\|\|۱۴ |      |      |       |       |
| مجموع   | کل دوره                      | کل دوره       | کل دوره | \|\|\|\|\|\|\|\|\|\|\|\| |          |                        |      |      |       |       |